# Polystichum furfuraceum
Polystichum furfuraceum là một loài thực vật có mạch trong họ Dryopteridaceae. Loài này được A.R. Sm. miêu tả khoa học đầu tiên năm 1975.